# Payton Turner
Payton Turner (Houston, 7 gennaio 1999) è un giocatore di football americano statunitense che milita nel ruolo di defensive end per i New Orleans Saints della National Football League (NFL).

## Carriera universitaria
Turner giocò a football all'Università di Houston per quattro stagioni, partendo come titolare nelle ultime tre. Nella sua prima stagione fece registrare 14 tackle, un sack e un intercetto. L'anno successivo la sua stagione terminò prematuramente a causa di un infortunio al piede. Nell'ultima annata fu inserito nella seconda formazione ideale della American Athletic Conference dopo 25 tackle, 10,5 dei quali con perdita di yard e 5 sack in 5 partite giocate, optando per non disputare il New Mexico Bowl per infortunio. A fine anno disputò il Senior Bowl.

## Carriera professionistica
Turner fu scelto come 28º assoluto nel Draft NFL 2021 dai New Orleans Saints. Debuttò come professionista nella gara della settimana 2 contro i Carolina Panthers mettendo a referto 5 tackle e un sack. L'11 novembre fu inserito in lista infortunati per un problema a una spalla, chiudendo la sua stagione da rookie con 5 presenze.